# Andreas Wistuba
Andreas Wistuba (* 4. März 1967) ist ein deutscher Botaniker aus Maselheim, spezialisiert auf fleischfressende Pflanzen. Sein offizielles botanisches Autorenkürzel lautet „Wistuba“.
Wistuba interessierte sich bereits als Jugendlicher für fleischfressende Pflanzen und gründete mit 14 weiteren Personen 1984 im elterlichen Wohnzimmer die Gesellschaft für Fleischfressende Pflanzen. Wistuba hat, häufig in Zusammenarbeit mit Joachim Nerz, zahlreiche neue Arten der beiden karnivoren Pflanzengattungen Kannenpflanzen und Sumpfkrüge beschrieben. Zugleich führt er einen internationalen Versandhandel („The Nepenthes Nursery“) für beide Gattungen.

## Erstbeschreibungen
- Araceae – Amorphophallus natolii Hett., Wistuba, V.B.Amoroso, Medecilo & Claudel -- Bot. Stud. (Taipei) 53(3): 415. 2012 [Jul 2012]
- Droseraceae – Drosera solaris A.Fleischm., Wistuba & S.McPherson -- Willdenowia 37(2): 551 (-555; fig. 1). 2007 [21 Dec 2007]
- Sarraceniaceae – Heliamphora arenicola, Wistuba, A.Fleischm., Nerz & S.McPherson -- Sarraceniaceae S. Amer. 516 (-519, 130-139; figs.). 2011 [Sep 2011]
- Sarraceniaceae – Heliamphora ceracea Nerz, Wistuba, Grantsau, Rivadavia, A.Fleischm. & S.McPherson -- Sarraceniaceae S. Amer. 521 (-523, 140-149; figs.). 2011 [Sep 2011]
- Sarraceniaceae – Heliamphora chimantensis Wistuba, Carow & Harbarth -- Carniv. Pl. Newslett. 31(3): 78 (2002). (IK)
- Sarraceniaceae – Heliamphora ciliata Wistuba, Nerz & A.Fleischm. -- Willdenowia 39(2): 277 (-279; fig. 2). 2009 [Dec 2009]
- Sarraceniaceae – Heliamphora collina Wistuba, Nerz, S.McPherson & A.Fleischm. -- Sarraceniaceae S. Amer. 523 (-527, 168-177; figs.). 2011 [Sep 2011]
- Sarraceniaceae – Heliamphora exappendiculata (Maguire & Steyerm.) Nerz & Wistuba -- Carniv. Pl. Newslett. 35(2): 45. 2006 [Jun 2006]
- Sarraceniaceae – Heliamphora folliculata Wistuba, Harbarth & Carow -- Carniv. Pl. Newslett. 30(4): 120 (2001). (IK)
- Sarraceniaceae – Heliamphora glabra (Maguire) Nerz, Wistuba & Hoogenstr. -- Taublatt 54(1): 58. 2006
- Sarraceniaceae – Heliamphora hispida Wistuba & Nerz -- Carniv. Pl. Newslett. 29(2): 37 (2000). (IK)
- Sarraceniaceae – Heliamphora huberi A.Fleischm., Wistuba & Nerz -- Willdenowia 39(2): 279 (-282; fig. 3). 2009 [Dec 2009]
- Sarraceniaceae – Heliamphora parva (Maguire) S.McPherson, A.Fleischm., Wistuba & Nerz -- Sarraceniaceae S. Amer. 527. 2011 [Sep 2011]
- Sarraceniaceae – Heliamphora pulchella Wistuba, Carow, Harbarth & Nerz -- Taublatt 53(3): 42 (-49; photos). 2005
- Sarraceniaceae – Heliamphora purpurascens Wistuba, A.Fleischm., Nerz & S.McPherson -- Sarraceniaceae S. Amer. 528 (-531, 404-413; figs.). 2011 [Sep 2011]
- Sarraceniaceae – Heliamphora sarracenioides Carow, Wistuba & Harbarth -- Carniv. Pl. Newslett. 34(1): 4 (-6; figs. 1-4(photogrs.). 2005 [Mar 2005]
- Sarraceniaceae – Heliamphora uncinata Nerz, Wistuba & A.Fleischm. -- Willdenowia 39(2): 275 (274-277; fig. 1). 2009 [Dec 2009]
- Nepenthaceae – Nepenthes carunculata Danser var. robusta Nerz & Wistuba -- Carniv. Pl. Newslett. 23(4): 111 (1994). (IK)
- Nepenthaceae – Nepenthes epiphytica A.S.Rob., Nerz & Wistuba -- New Nepenthes 1: 36 (-51; figs. 25-36). 2011 [Dec 2011]
- Nepenthaceae – Nepenthes flava Wistuba, Nerz & A.Fleischm. -- Blumea 52(1): 159 (-163; fig. 1). 2007 [4 Jul 2007]
- Nepenthaceae – Nepenthes hamiguitanensis Gronem., Wistuba, V.B.Heinrich, S.McPherson, Mey & V.B.Amoroso -- Carniv. Pl. Hab. 2: 1296 (-1305; figs. 759-766). 2010 [Jul 2010]
- Nepenthaceae – Nepenthes lavicola Wistuba & Rischer -- Carniv. Pl. Newslett. 25(4): 106 (1996). (IK)
- Nepenthaceae – Nepenthes longifolia Nerz & Wistuba -- Carniv. Pl. Newslett. 23(4): 105 (1994). (IK)
- Nepenthaceae – Nepenthes mantalingajanensis Nerz & Wistuba -- Taublatt 59(3): 17 (-25; photos). 2007
- Nepenthaceae – Nepenthes monticola A.S.Rob., Wistuba, Nerz, M.Mansur & S.McPherson -- New Nepenthes 1: 543 (-553; figs. 483-491). 2011 [Dec 2011]
- Nepenthaceae – Nepenthes nigra Nerz, Wistuba, Chi.C.Lee, Bourke, U.Zimm. & S.McPherson -- New Nepenthes 1: 469 (-491; figs. 401-427). 2011 [Dec 2011]
- Nepenthaceae – Nepenthes ovata Nerz & Wistuba -- Carniv. Pl. Newslett. 23(4): 108 (1994). (IK)
- Nepenthaceae – Nepenthes talangensis Nerz & Wistuba -- Carniv. Pl. Newslett. 23(4): 101 (1994). (IK)
- Nepenthaceae – Nepenthes tenuis Nerz & Wistuba -- Carniv. Pl. Newslett. 23(4): 103 (1994). (IK)
- Nepenthaceae – Nepenthes undulatifolia Nerz, Wistuba, U.Zimm., Chi.C.Lee, Pirade & Pitopang -- New Nepenthes 1: 493 (-505; figs. 428-444). 2011 [Dec 2011]
- Nepenthaceae – Nepenthes viridis Micheler, Gronem., Wistuba, Marwinski, W.Suarez & V.B.Amoroso -- Taublatt 76(2): 4. 2013